# کنترل سرمایه
کنترل‌سرمایه (به انگلیسی:Capital control)، عبارتی است که اشاره به اقداماتی همچون مالیات‌معاملات مالی، محدودیت‌هایی محدود و ممنوعیت‌های مطلق دولتی دارد. دولت یک کشور می‌تواند از این محدودیت‌ها برای تنظیم جریان‌های بازار سرمایه به داخل و خارج از حساب سرمایه کشور استفاده کند. این اقدامات ممکن است در کل اقتصاد، در بخشی خاص از یک اقتصاد (معمولاً بخش مالی) یا در یک صنعت خاص (همانند صنایع «راهبردی») انجام شود. این اقدامات ممکن است برای همه جریان‌های اقتصادی یا بر اساس نوع یا مدت جریان (بدهی، حقوق صاحبان سهام، یا سرمایه‌گذاری مستقیم، و کوتاه مدت در مقابل میان مدت و بلندمدت) متمایز شوند.
درمورد سودمند یا مضر بودن کنترل سرمایه دیدگاه‌های متفاوتی وجود دارد اما با این حال در طی سده بیستم میلادی ایالات متحده و سایر دولت‌های غربی و موسسات مالی چندجانبه مانند صندوق بین‌المللی پول (IMF) و بانک جهانی نگاهی انتقادی به کنترل سرمایه داشته‌اند و بسیاری از کشورها را متقاعد کردند که برای تسهیل جهانی‌شدن مالی، این محدودیت‌ها را رها کنند.